# 시사이드 모텔
《시사이드 모텔》(일본어: シーサイドモーテル)은 오카다 유키오의 만화 《모텔》을 원작으로 2010년의 일본 영화이다.

## 줄거리
바다가 아닌 산으로 둘러쌓여 있는데 시사이드란 이름을 내건 작은 모텔. 그곳의 4개의 방에서 벌어지는 11명의 남녀의 모습과 사연있는 이야기를 코믹하게 그린 하룻밤 동안의 이야기이다.

## 출연진
103호실
- 이쿠타 도마 - 가메다(사기꾼 세일즈맨)
- 아소 구미코 - 캔디(콜걸)

202호실
- 야마다 다카유키 - 아사쿠라(도박꾼)
- 나루미 리코 - 니노미야(아사쿠라의 애인)
- 다마야마 데쓰지 - 아이다(빚쟁이)
- 에모토 도키오 - 치보(아이다의 부하)
- 누쿠미즈 요이치 - 페페(수수께끼의 남자)

203호실
- 후루타 아라타 - 오타(오타슈퍼 사장)
- 고지마 히지리 - 미사키(오타의 젊은 아내)

102호실
- 이케다 데쓰히로 - 이시즈카 다쓰야(술집 단골손님)
- 야마사키 마미 - 마링(술집 아가씨)